# Eilert Sundt

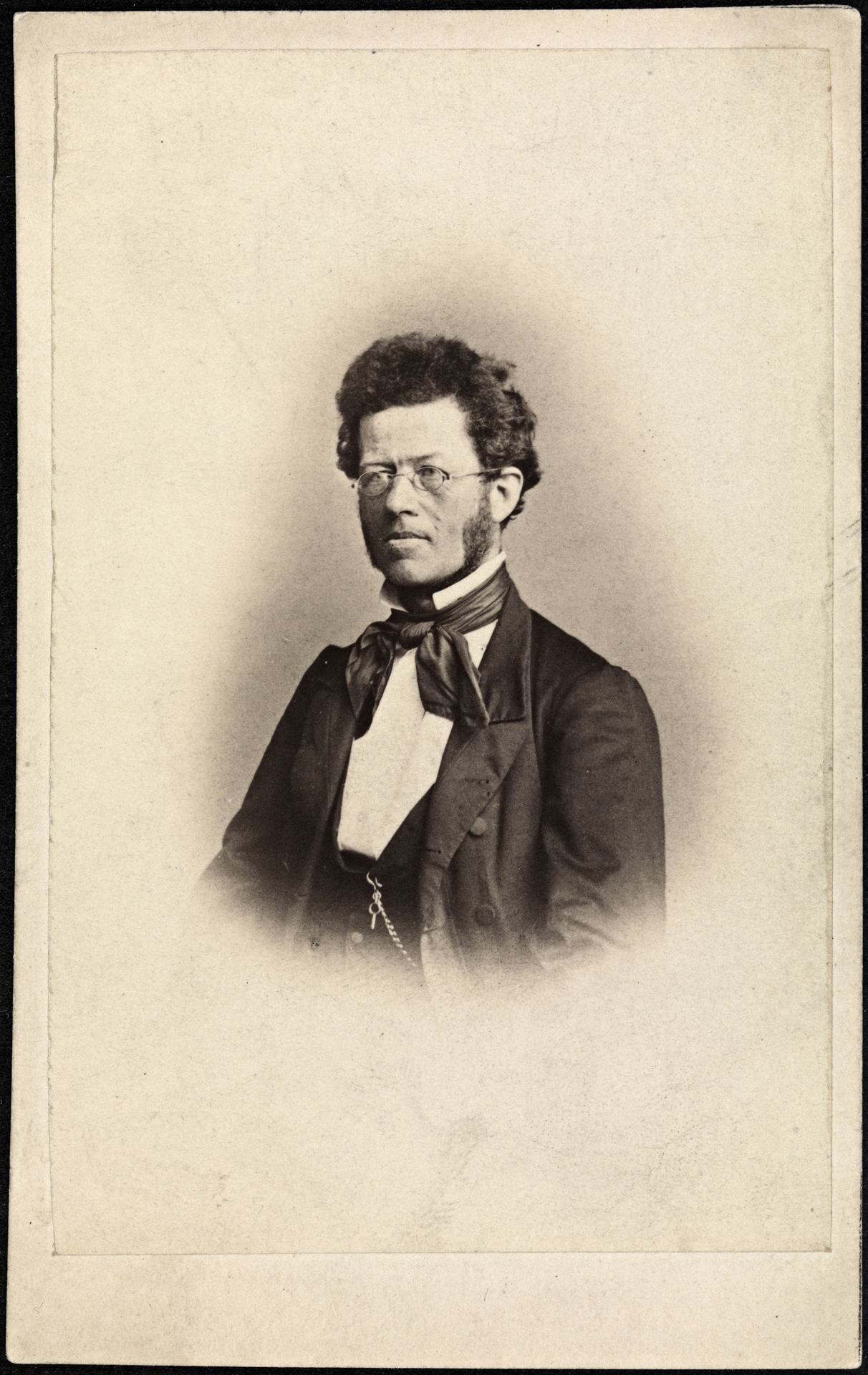
Eilert Sundt, cirka 1860.

Eilert Lund Sundt, född 8 augusti 1817 i Farsund, Norge, död 1875 i Eidsvold (modern stavning: Eidsvoll), var utbildad teolog men är mest känd för sitt arbete inom sociologi och kulturforskning. Han har karaktäriserats som norska samhällsvetenskapens far och landets första epidemiolog medan hans betydelse för folkhälsoarbetet har fått mindre uppmärksamhet.

## Biografi
Sundt omtalas i Norge gärna som pionjär ifråga om sociologisstudier. Sundt var teolog och prästvigd 1846 men tillträdde sin första fasta prästtjänst i Eidsvoll kirke år 1869 och innehade den fram till sin död 1875.
Sundt hörde till de mest uppskattade norska nationalromantikerna kring 1800-talets mitt och syftade ytterst till att höja det norsk folkets sociala och etisk status. 

## Sociologiska arbeten
Lösdriveri var ett fenomen som vid mitten av 1800-talet ägnades stor uppmärksamhet. Sundt fick kyrkodepartementets uppdrag att studera den norska allmogebefolkningen. Ekonomiskt sörjde Stortinget för Sundt genom årliga stipendier mellan 1851 och 1869. Detta gav Sundt förutsättningar att resa i Norge med målsättningen att genomlysa det norska samhället från en sociologisk utgångspunkt. Sundts intresse för resandefolkets situation resulterade 1852 i studien Beretning om Fante- eller Landstrygerfolket i Norge.  Därefter följde redogörelser för skiftande ämnen.

## Arbetsmetod
Grundläggande i Sundts arbetsmetod skulle kunna sägas ha varit "Diagnos först - därefter behandling". Med dagens terminologi skulle forskningen ha karaktäriseras som en kombination av kvantitativa och kvalitativa metoder och hans publikationer som vetenskapliga undersökningar med en populärvetenskaplig utformning, så att de nådde även utanför den begränsade gruppen sakkunniga. Detta innebar att hans publikationer blev kända i beslutsfattande organisationer som förvaltning, Storting men också allmänt som folkupplysning. Han blev på så sätt pionjär i Norge inom statistik, demografi och etnografi.
I sitt arbete för förbättrad folkhälsa var Sundt både missionär och vetenskapsman. Med åren blev han mindre av det första och mer av det sista. Han blev också mer beskrivande och mindre förmanande i sitt författarskap. Ju mer han studerade folklivet genom resor med möten och intervjuer desto större förståelse fick han för seder, bruk och skick och han blev alltmer intresserad av de långa evolutionära linjerna i utvecklingen. Han både förklarade och försvarade befolkningens tillstånd beroende på vilka förutsättningar som fanns. Detta medförde konflikter med auktoriteter, skolmyndigheter och läkarkollektivet. Han ansåg att läkarna varken hade tillräcklig kunskap om människornas villkor runt om i landet eller förståelse för folks begränsade möjligheter att efterleva de sundhetsregler som presenterades. Slutligen valde Stortinget 1869 att dra in stödet till hans projekt och han fick prästtjänsten i Eidsvoll närmast som plåster på såren.

### Arbeten
Sundts första stora arbete hade grund i ett stipendium han fått 1848 för att studera "zigenare" och "tattare" och kom ut 1850 som Beretning Om Fante- eller Landstrygerfolket i Norge, vilket nämnts ovan och som följdes av ytterligare verk på samma tema fram till 1865.
År 1855 publicerade han Dødligheden i Norge och Om Giftermaal i Norge. Bidrag till Kunskab om Folkets Kaar og Sæder. Den förstnämnda var ett pionjärprojekt i norsk demografi, där han fastställde dödligheten under perioden 1821-50 med utgångspunkt från folkräkningarna 1825, 1835 och 1845 och de årliga förteckningarna över dödsfall som prästerna sammanställde. Han beräknade den genomsnittliga livstiden för kvinnor till 47,98 år och för män till 44,48 under den aktuella perioden. Hans viktigaste slutsats var att enstaka mätningar hade liten betydelse om de inte relaterades till något jämförbart. Han gjorde longitudinella jämförelser med levnadsåldrarna i Sverige, Danmark och England och fann att medellivslängden var högst i Norge. Särskild uppmärksamhet fick statistiken för dödligt våld, alltså olyckor och självmord, där det var påfallande stora regionala skillnader. Medan våldsam död ökade i Tromsø minskade den i Kristiansand. I den sistnämnda publikationen beskrev Sundt att antalet födda var beroende av antalet födda i generationen dessförinnan, det vill säga att små barnkullar medförde små barnkullar i den följande generationen och motsvarande för stora barnkullar. Detta medförde förutsägbara vågor i befolkningsstatistiken, vilket fick den svenske demografen Gustav Sundbärg att 1914 introducera begreppet Eilert Sundts lag för att beskriva mönstret i befolkningsvågorna.
Om Sædeligheds-Tillstanden i Norge publicerades 1857 Sundt visade på svårigheterna och skammen som ensamstående kvinnor drabbades av då fadern stuckit sin väg. Han ville finna orsaken till de ensamstående mödrarna och fann seden med "nattfrieri" som en, liksom förhållandet att drängar och pigor ofta sov tillsammans ute i ladorna då bönderna inte ansåg de tillhörde familjen och inte tog hand om dem, som en annan orsak.
Efterhand kom Sundt att alltmer intressera sig för hur gemene man levde och han gjorde sociologiska underökningar för olika befolkningsgrupper som arbetare i Røros (Beretning om Røros og Omegn, 1858), arbetarklassen i Oslo (Piperviken og Ruseløbakken. Indersøgelser om Arbeidsklassens Kaar och Sæder i Christiania, 1858). Under den senare delen av sin aktiva tid som forskare kom intresset för hantverk och arbete som i Om Husfliden i Norge. Til Arbeidets Ære of Argbeidssomhedens Pris, 1867-68. I publikationen Om Renligheds-Stellet i Norge år 1869 beskriver han svårigheterna eller omöjligheterna för människor att leva upp till de hygieniska mål som bland annat läkare drev. Han uppfattade läkarnas och sundhetskommissionerna direktiv som "symtomatisk behandling" utan förståelse för de grundläggande och bakomliggande orsakerna till problemen, oavsett det gällde hygien eller alkohomissbruk. En sak var den välbesuttnes möjlighet till hygien och en helt annan den fattiges.
Sundts sista bok Om Huslivet i Norge år 1873 var en fortsättning av dispyten med läkarna där han försvarade sig men sökte tona ner motsättningarna med en uppsummering att dels har det varit olika beskrivningar av verkligheten och dels oenighet om hur otillfredsställande de beskrivna situationerna hade ansetts vara.

## Verk
- 1852 Fante- eller Landstrygerfolket i Norge
- 1855 Om dødeligheden i Norge
- 1855 Om giftermål i Norge
- 1857 Sædeligheds-Tilstanden i Norge
- 1864 Fortsatte Bidrag angaaende Sædeligheds-Tilstanden i Norge
- 1866 Om Sædeligheds-Tilstanden i Norge. Tredie Beretning
- 1858 Om Røros og Omegn
- 1858	Om Piperviken og Rusløkbakken
- 1859 Om Ædrueligheds-tilstanden i Norge
- 1859	Harham - Et Exempel fra Fiskeri-Distrikterne
- 1861-1864	På havet
- 1862 Om Bygnings-skikken paa Landet i Norge
- 1867-1868	Om Husfliden i Norge
- 1869 Om Renligheds-stellet i Norge
- 1870 Om Fattigforholdene i Christiania
- 1873 Om Huslivet i Norge